# Queen's University de Belfast

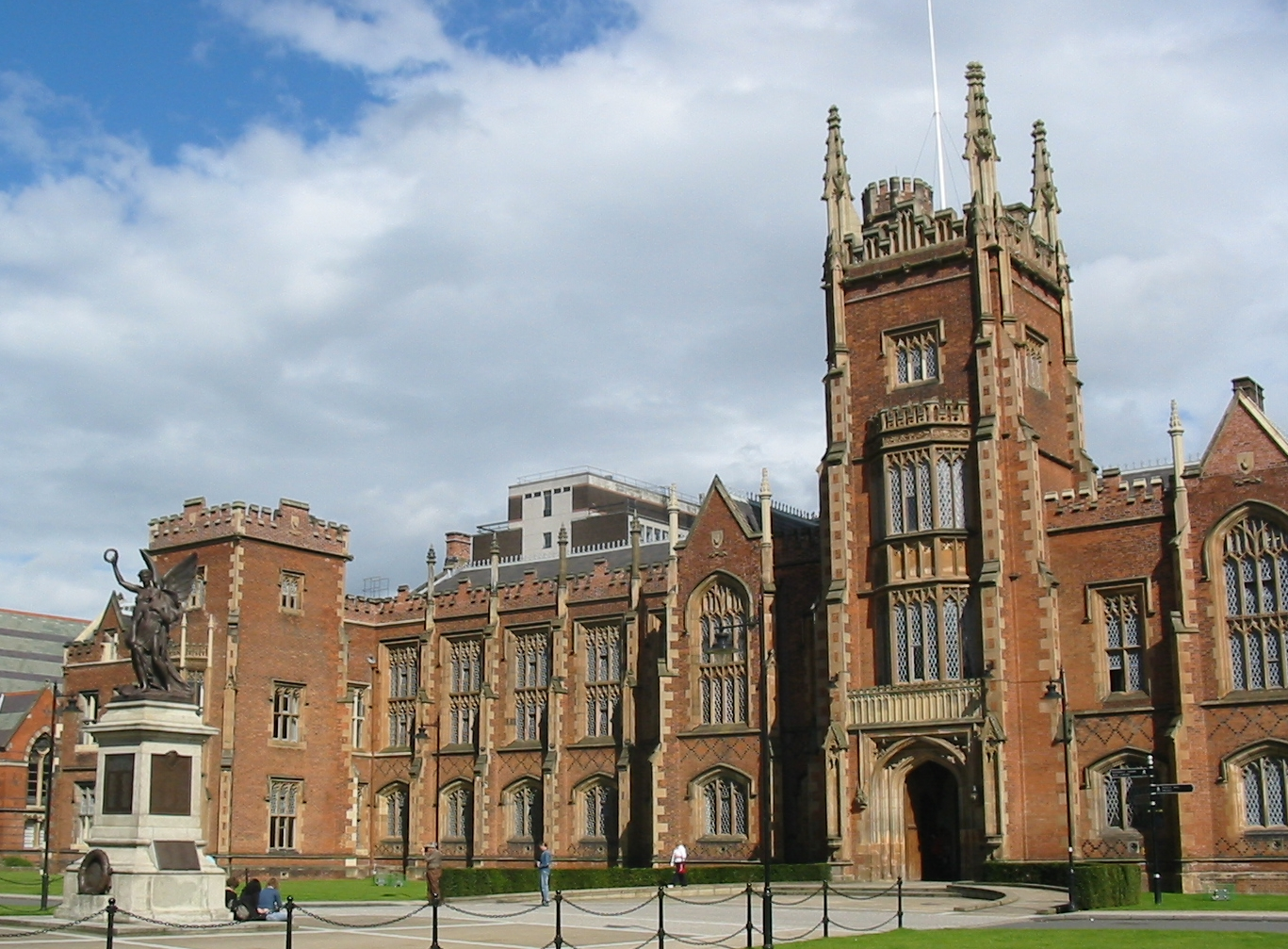
A frente da Queen's University Belfast.

Queen's University Belfast é uma universidade pública da cidade de Belfast, na Irlanda do Norte. A renda anual da instituição, em 2016-17, era de £337,6 milhões, sendo £79.6 milhões de subsídios e contratos, com gastos de £325,1 milhões.